# Petrorossia caucasica
Petrorossia caucasica är en tvåvingeart som beskrevs av Zaitzev 1962. Petrorossia caucasica ingår i släktet Petrorossia och familjen svävflugor. Inga underarter finns listade i Catalogue of Life.